# Catedral de Santa María (Cimiez)
La desaparecida catedral de Santa María o simplemente catedral de Cimiez (en francés: Cathédrale Sainte-Marie de Cimiez , Cathédrale Notre-Dame du Château) fue una iglesia católica, de la que hoy solo quedan ruinas, erigida en la parte sur de Niza, Francia. Se edificó en la colina del castillo de Niza, una estructdificación con vistas a la ciudad. La sede episcopal fue transferida a la actual catedral de Niza en 1590. Después de sufrir  daños en el cerco de Niza en 1691, la antigua catedral fue demolida en 1706.
La catedral de Cimiez fue inicialmente la sede episcopal de la diócesis de Cimiez, establecida en el puerto romano de Cemenelum, precursor de la moderna Cimiez, y se unió a la diócesis de Niza en 465, después de lo cual su catedral se convirtió en la sede de los obispos de Niza.
La primera catedral en el sitio de la colina del castillo fue construida en estilo prerrománico a finales del siglo X. Su altar mayor fue consagrado en 1049. El edificio tenía tres naves, pero sin transepto, y un coro con tres ábsides.
Esta iglesia necesitaba reparaciones hacia el siglo XIII, cuando fue reconstruida con la misma planta, pero ampliada hacia el este. Otras obras se llevaron a cabo en el siglo XV, incluyendo la adición de varias capillas, como confirma una bula del papa Martín V de 1429.
Las funciones del obispo fueron gradualmente transferidas a la iglesia, más tarde catedral, de Santa Reparata a principios del siglo XVI. La transferencia formal de la sede episcopal a Santa Reparata, con su consiguiente elevación al estatus de catedral, se confirmó finalmente en 1590.
La catedral anterior fue dañada severamente durante el cerco de Niza por Catinat en 1691, y fue demolida enteramente en 1706.

## Véase también

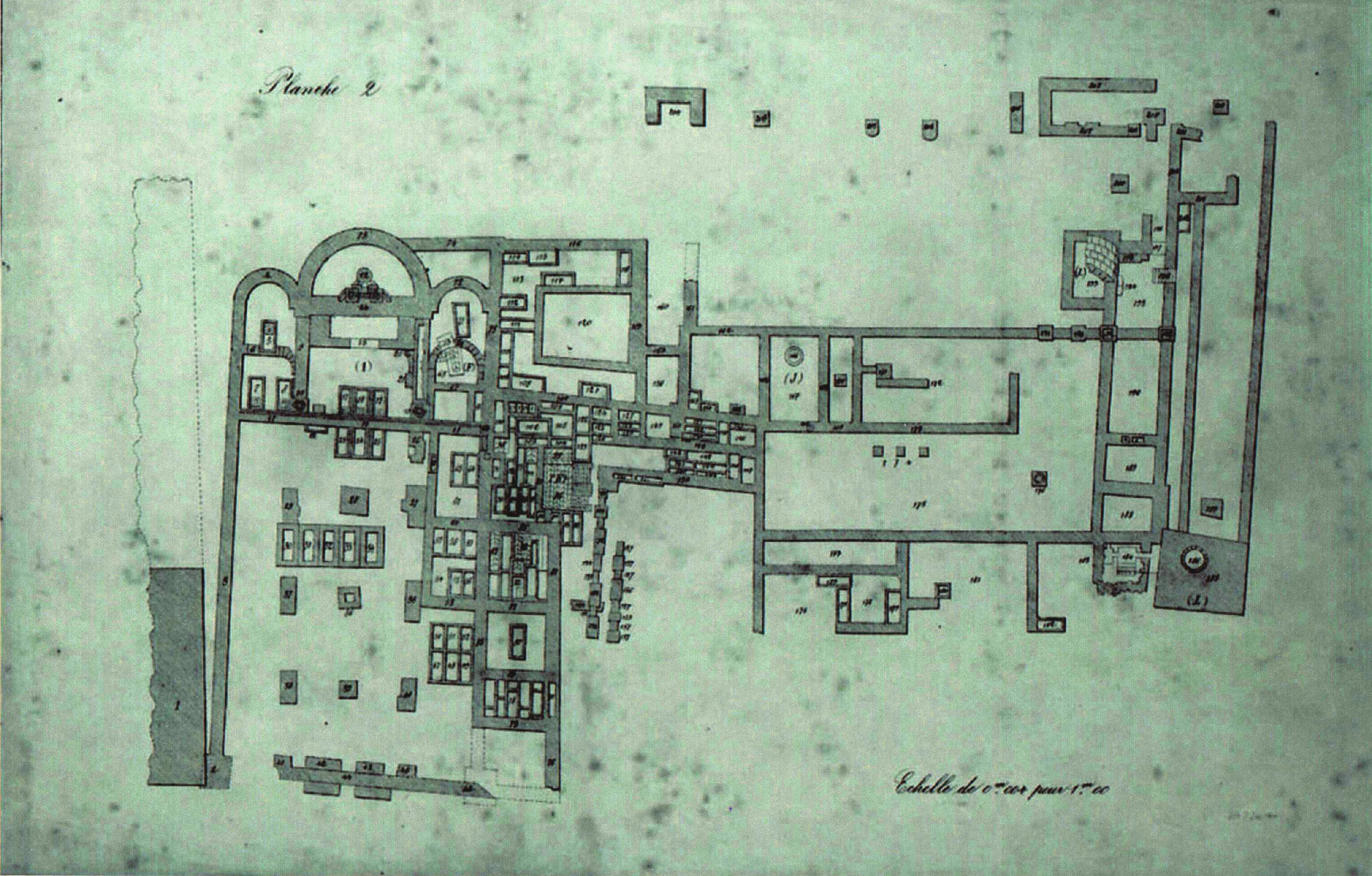
Plano de la Catedral